# Verreries Caton
La verrerie Sainte-Marie fut fondée vers 1860 par Charles Ducret, qui s’associera avec Auguste Gervais Caton à Auberchicourt pour fabriquer de la gobeleterie. En 1873, Charles Ducret revend ses parts à Auguste Caton. Les verreries Caton s'arrêtent de produire avant la première guerre mondiale.

## Verreries Sainte-Marie

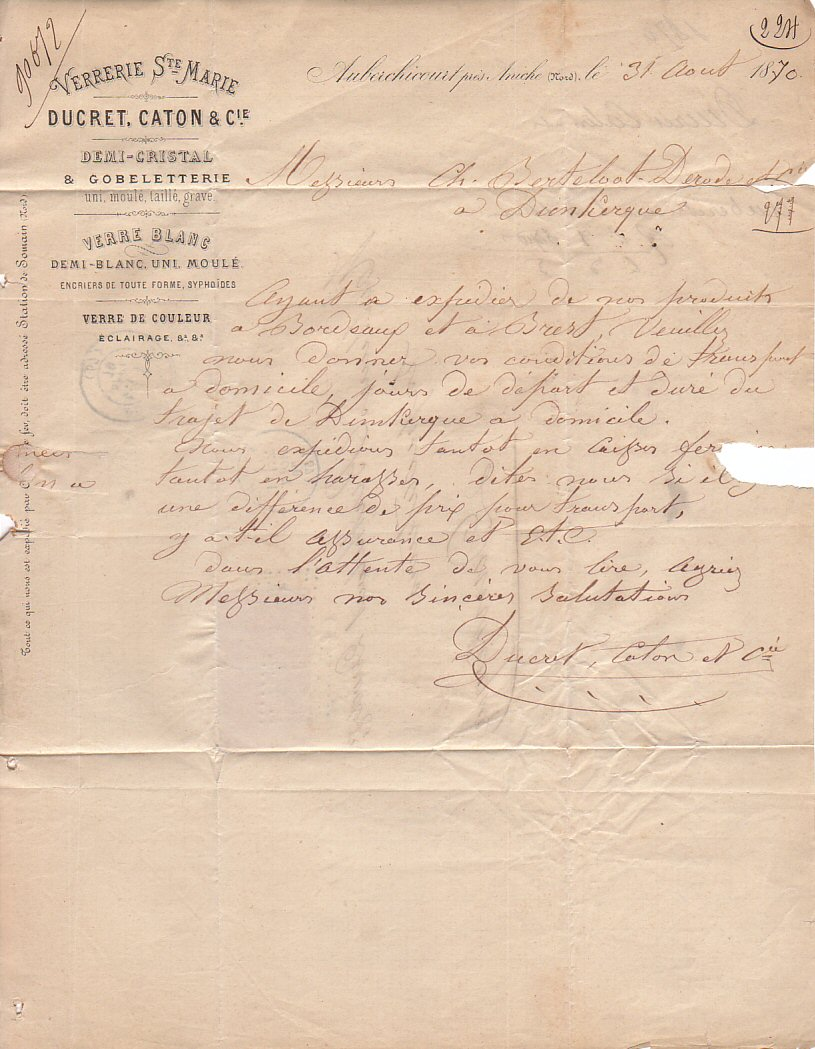
Verrerie Sainte-Marie Ducret. Caton & Cie

Charles Ducret (15/7/1809 à Faverney, Douai 26/6/1892) ; fils de Jean Baptiste et de Françoise Martin;  épouse le 11/11/1840 Aldegonde Marguerite Joseph Buisset. Il entre en 27 avril 1839 à la verrerie d'en Haut qu'il quitte comme directeur de la comptabilité le 1er juillet 1860.
En 1860 il fonde une première verrerie de gobeleterie à Auberchicourt, les verreries Sainte-Marie. II s'associe avec le maître-verrier Auguste Caton, à qui il revend l'usine en avril 1873. La même année, il fonde la Verrerie Ducret d'Aniche,
Charles Ducret est directeur de la Compagnie des mines d'Azincourt en 1864, adjoint au maire d'Aniche de novembre 1875 à janvier 1876 puis conseiller cantonal jusqu'en 1880, maître-verrier qui a employé environ 290 personnes au 22 rue d'Infroy à Douai, et Chevalier de la Légion d'Honneur en 1882

## Verreries Caton
L'entreprise Caton père et fils redevient Verrerie de Sainte-Marie par décision d'assemblée des 5 et 15 février 1889 Auberchicourt (Nord).
Le 8 avril 1903 une modification des statuts de la Société CATON et Cie, à Auberchicourt substitution de dame Alfred Caton à son mari décédé
Société CATON père et Cie, « Verrerie Sainte-Marie »,à Auberchicourt. M. Auguste Caton cède à Veuve Caton de tous ses droits dans la société dont la raison devient CATON et Cie le 26 juin 1903

## Usines

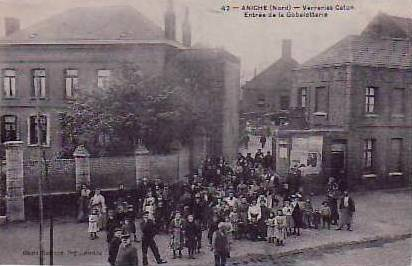
Verreries Caton sorties d'usine

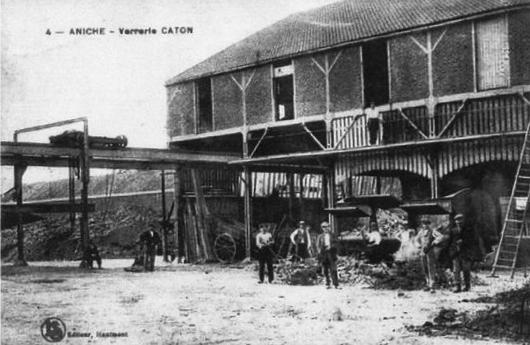
Verrerie Caton

En 1895 les verreries d'Aniche ont presque tout à fait suspendu leur travail faute de commandes. Sur les neuf verreries ayant occupé 1500 ouvriers. trois sont fermées et 1200 ouvriers sont atteints par le chômage, travaillant 27 heures par semaine. L'écoulement des produits est très difficile.Dans la gobeleterie, les ordres sont toujours assez rares et les prix en baisse par suite de la concurrence belge et allemande.
La globetterie d'Aniche emploie 280 personnes tandis que la verrerie à vitres emploie 170 ouvriers.

## Cité Caton
Un incendie à Aniche, un incendie se déclare en 1877 dans une maison du coron de Lille en face de la verrerie Caton
Le 15 décembre 2009, le conseil municipal d'Auberchicourt décide de donner son nom à une rue d'un nouveau lotissement, près de l'ancienne gobeletterie Caton, seule verrerie auberchicourtoise. Rue située en face de la Cité Caton.

## Travail des enfants

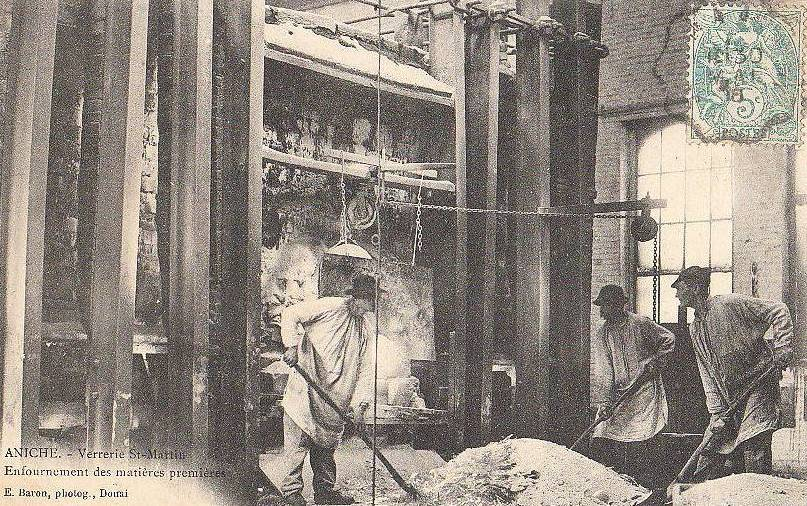
verrerie 1908 enfournement des matières premières

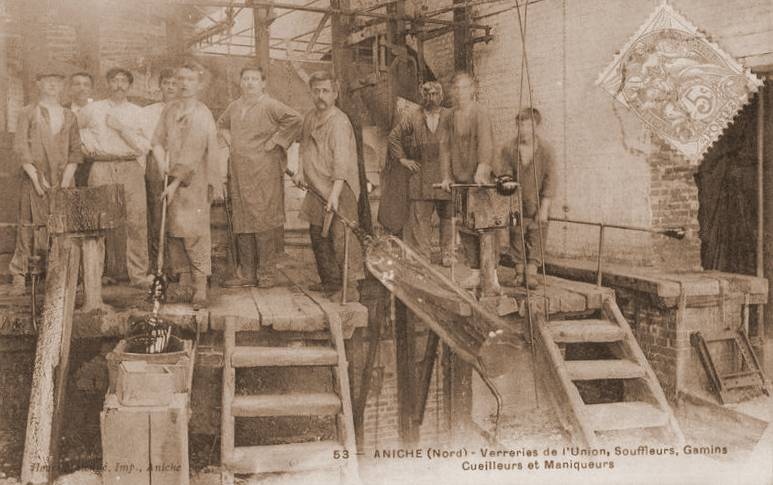
verrerie de l'union souffleurs (Joues cassés), gamins, cueilleurs, maniqueurs

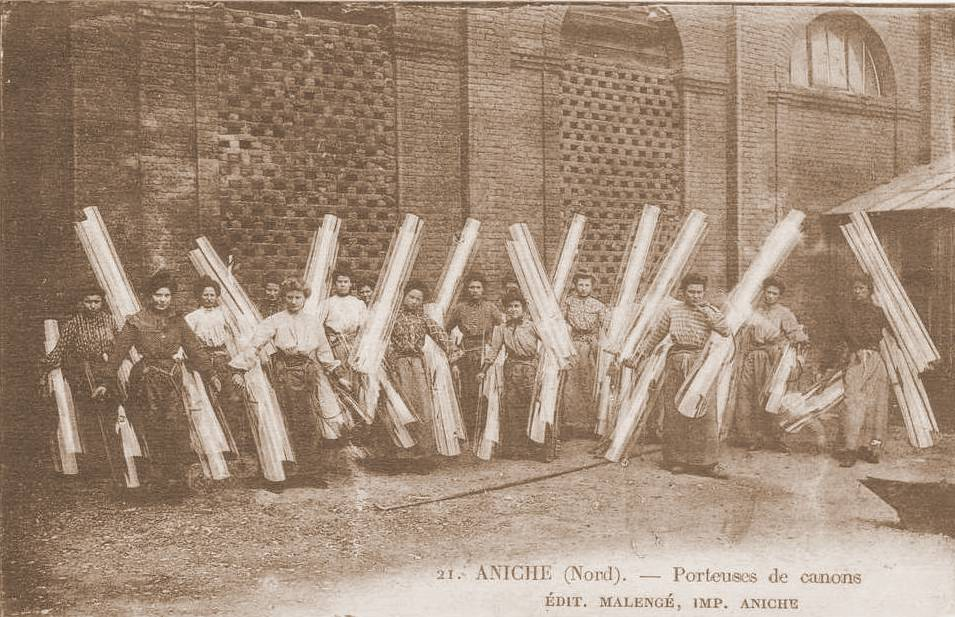
Aniche verrerie porteuses de trois canons aussi appelés Guillotines

Au XIXe siècle, le travail des enfants est courant. Il commence à être réglementé en 1893:
Du 13 mai 1893 - Officiel du 14. Décret relatif au travail des enfants, des filles mineures et des femmes dans les manufactures.
« ART. 7 _ Les enfants au-dessous de treize ans ne peuvent, dans les verreries, être employés à cueillir et à souffler le verre.
Au-dessus de treize ans jusqu'à seize ans, ils ne peuvent cueillir un poids de verre supérieur de 1 000 grammes. Dans les fabriques de bouteilles et de verre à vitres, le soufflage par la bouche est interdit aux enfants au-dessous de seize ans.
Dans les verreries où le soufflage se fait à la bouche, un embout personnel sera mis à la disposition de chaque enfant âgé de moins de dix-huit ans. »
Mais les maîtres-verriers avancent leurs arguments :
« M. Caton est d'avis que, s'il n'y avait pas une si grande pénurie de personnel, on pourrait, aux étenderies, remplacer les enfants, la nuit, par de vieux ouvriers ou des manœuvres, le travail de pousseurs de canons étant facile et peu pénible. Toutefois, cette mesure nuirait à l'apprentissage, parce que les pousseurs de canons, sans être de véritables apprentis, s'initient cependant au métier d'étendeur au cours du travail.
Quant aux cueilleurs, il ne voit pas du tout comment, il pourrait les remplacer. Sur les 30 cueilleurs des trois postes, il lui faudrait trouver 10 jeunes gens pour remplacer les enfants sur le poste de nuit. Des jeunes gens de plus de 18 ans n'ayant pas encore travaillé dans une verrerie ne viendraient pas à cet âge dans la profession. Si on arrivait à trouver des hommes, il faudrait en tous cas leur donner un salaire plus élevé que celui des cueilleurs actuels. Il y a lieu de craindre, en outre, que cette interdiction du travail de nuit, pour les cueilleurs, ne tarisse les sources mêmes du recrutement des ouvriers verriers.
Si, malgré ces raisons, la mesure était adoptée en France, il faudrait qu'elle fût appliquée à l'étranger et spécialement dans les principaux pays de verreries à vitres. Si la mesure n'était point générale, elle pourrait causer la ruine des verreries à vitres qui ont déjà beaucoup de mal à soutenir la concurrence étrangère.. »

## Travail du dimanche
Les maîtres verriers d'Aniche hormis ceux de la verrerie d'en haut ont assigné par devant le conseil des prud'homme 380 ouvriers qui se n'étaient présentés à leurs poste de travail ce dimanche de septembre 1900. Un cortège part à pied d'Aniche vers Douai chantant la carmagnole et l'internationale et portant une banderoleouvriers assignés au prud'homme pour le repos du dimanche. Les Maîtres-verriers réclamant 471 francs de dommages et intérêts par équipe.

## Syndicat verrier

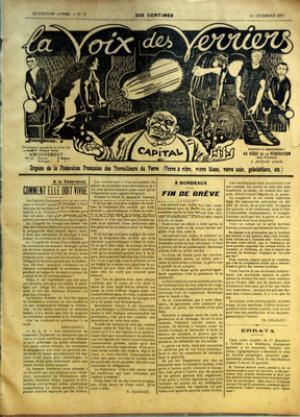
La Voix des verriers du 15-12-1907

À la maison du peuple d'Aniche inaugurée en 1902, la fédération internationale des verriers s'installe. Charles Delzant; son président; et Raoul Hancart; secrétaire y publient un journal La voix des verriers qui dénonce les conditions de travail dans les verreries.
Raoul Hancart constate que 67 % des verriers meurent avant quarante-cinq ans.

## Fondateurs
Auguste Gervais Caton, crée en 1863 les Verreries CATON à Auberchicourt. Il est né le 31 mars 1811 à Nouvion, 02, décédé le 20 janvier 1889  - Auberchicourt. Marié le 14 février 1838, à Rance, en Belgique, avec Ferdinande Hermelinde Victoire Menne, née le 6 février 1807 à Rance, décédée le 16 mai 1887 à Auberchicourt.
Victor Caton épouse, le 21 avril 1909, Mlle Germaine Lemay; fille de Paul Lemay; directeur de la Compagnie des mines d'Aniche
« M. Victor Caton, maître de verrerie à Auberchicourt, décédé le 10 février 1914, des suites d'une congestion pulmonaire, à l'âge de 28 ans seulement, laissant une veuve et deux jeunes enfants »

## Médaillés d'honneur
- Charles Tellier ouvrier à la verrerie Caton; médaille d'honneur (1896)[18]
- Louis Mazingue; Charles Durondeau; Louis Brifaut (1912)
- Charles-Louis Parent; renfourneur à la verrerie Caton; médaille d'honneur (1925)[19]
- Joseph Regniez ex-ouvrier à la verrerie Caton; médaille d'honneur (1931)[20]

## Personnalités
- M. Wiscart, promotion 1887, ingénieur centralien à la verrerie Caton et fils voir en ligne:
- Raoul Hancart, secrétaire puis trésorier de la fédération des verriers dont le siège est à la maison du peuple d'Aniche.

## Photothèque

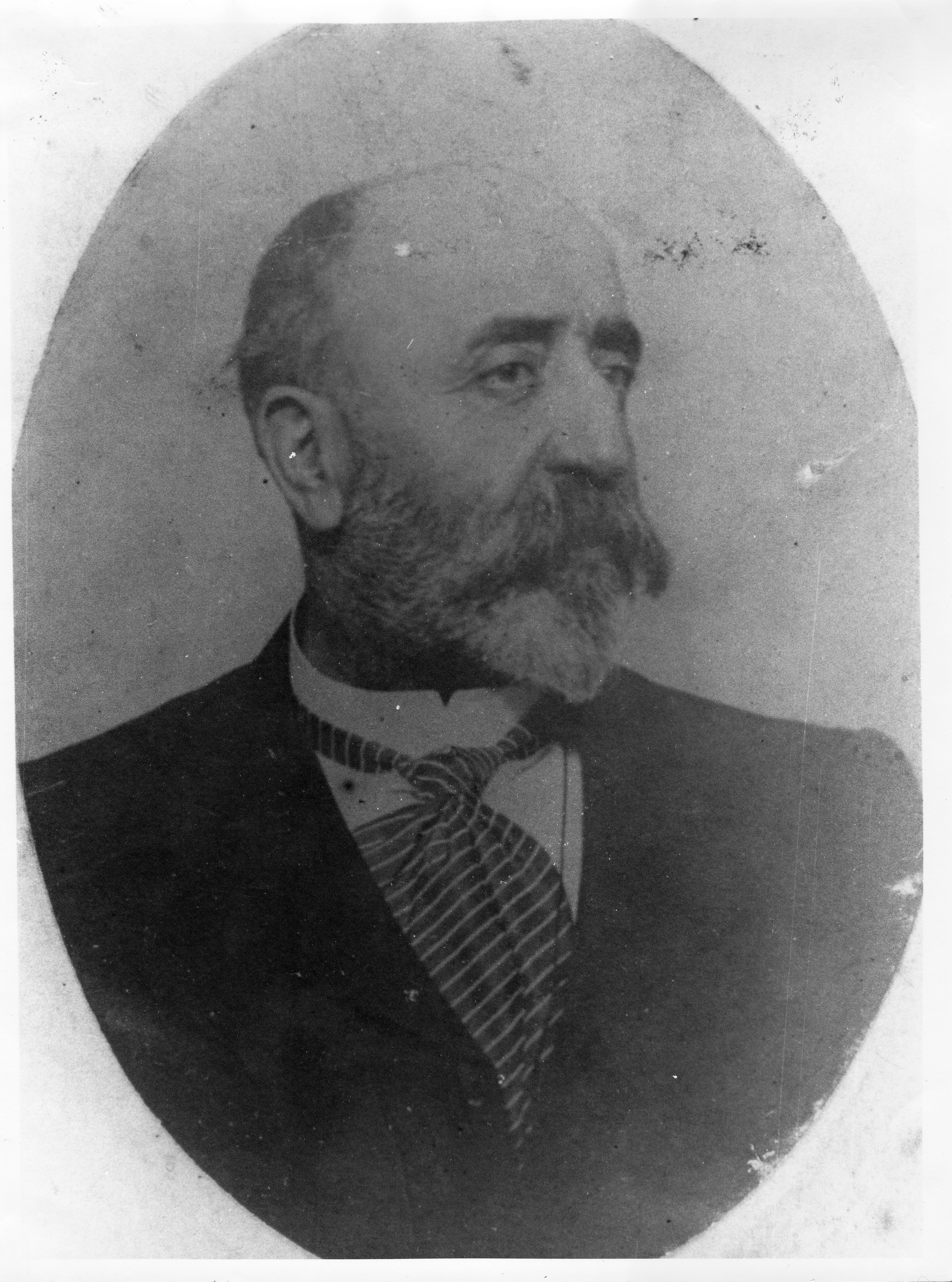
Caton Alfred
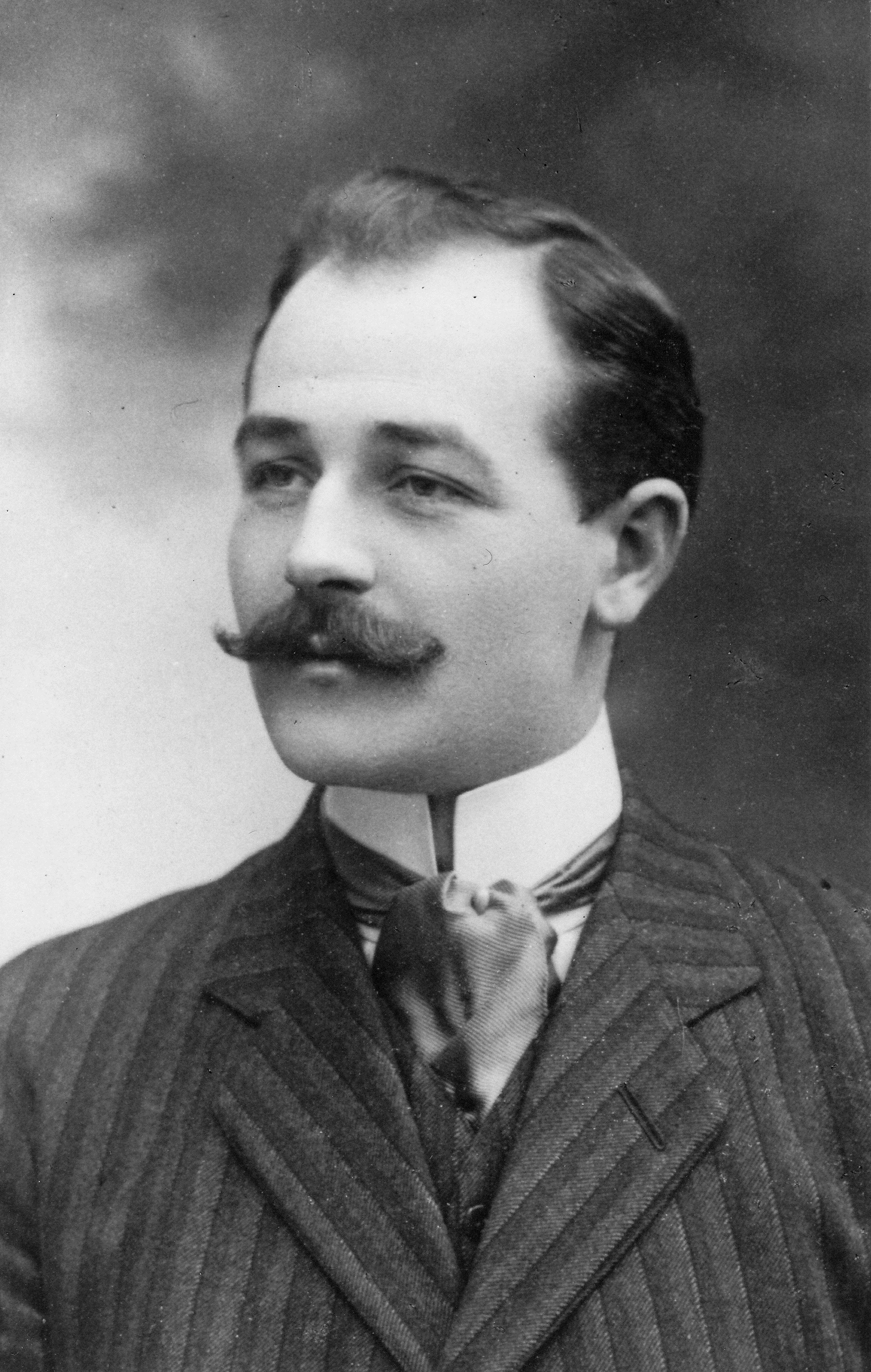
CATON VICTOR 1885-1914
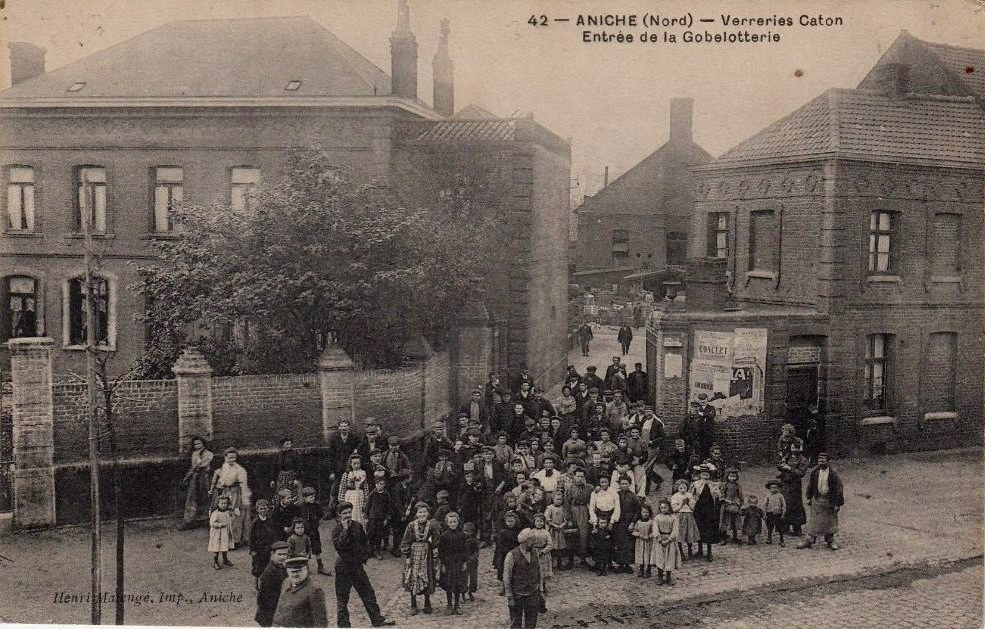
Verrerie Caton sortie d'Usine Boulevard Paul-Vaillant Couturier côté Auberchicourt
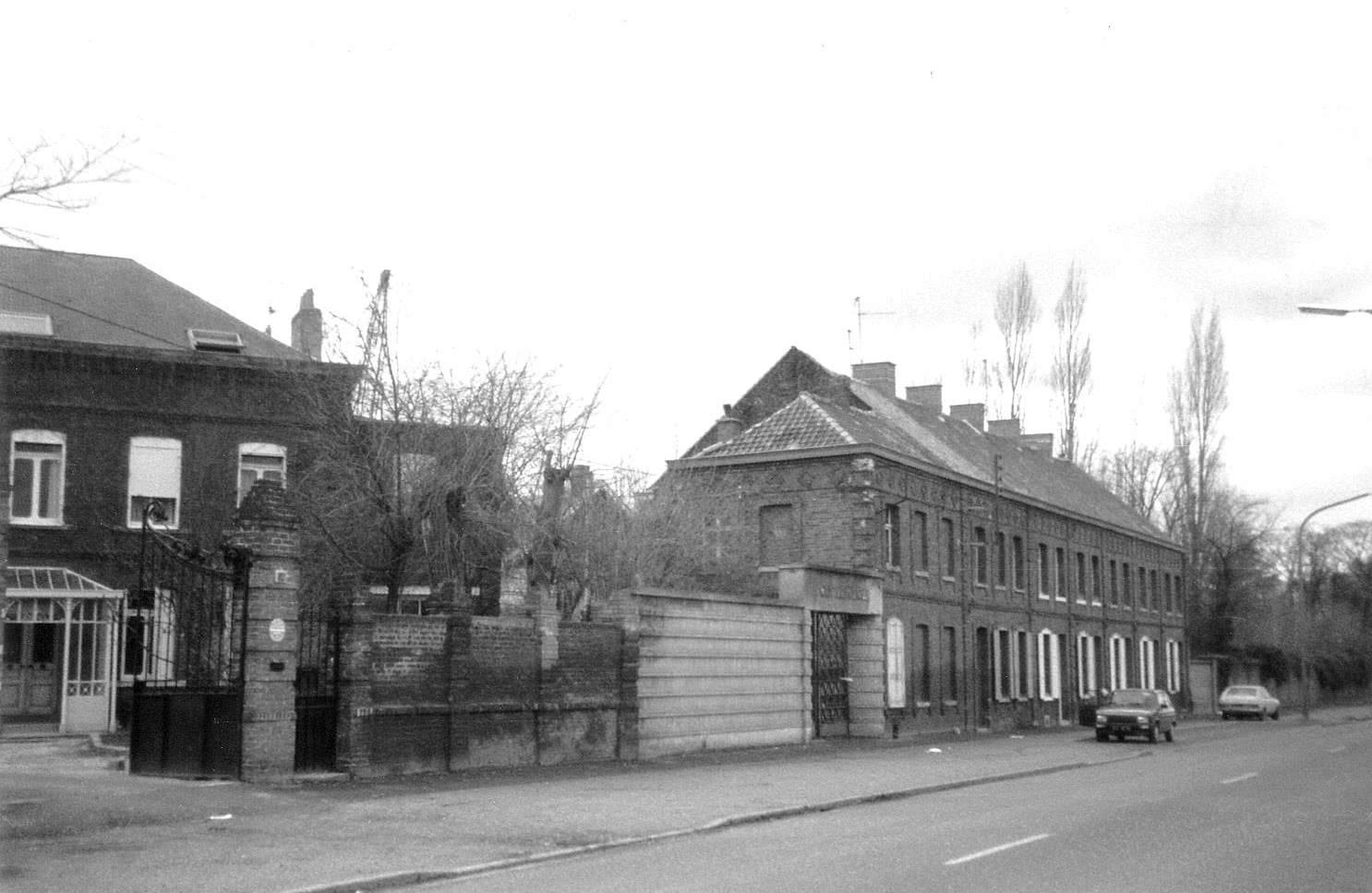
Coron CATON Boulevard Paul-Vaillant Couturier côté Aniche
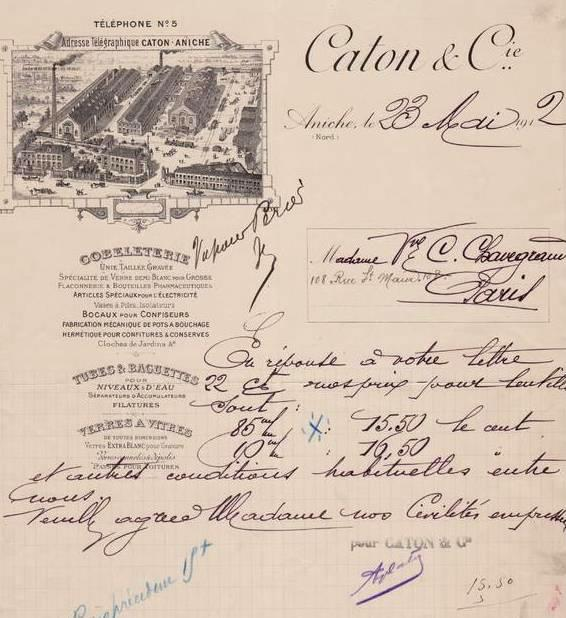
Papier entête CATON § Cie
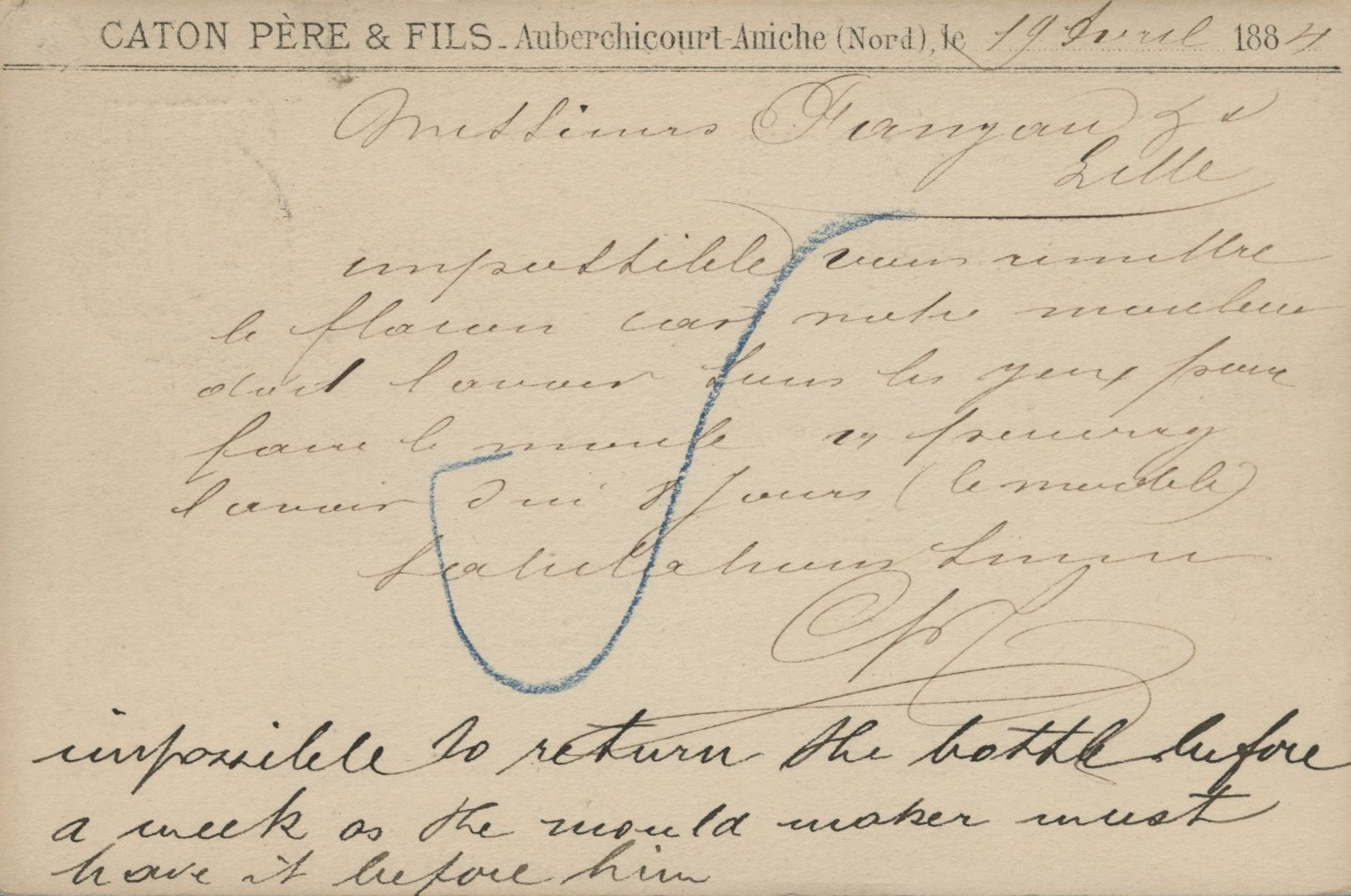
Carte correspondance CATON PERE ET FILS 1884